# Réserve naturelle de Torvøya et Bjerkholmen
La réserve naturelle de Torvøya et Bjerkholmen  est une réserve naturelle norvégienne qui est située dans la municipalité de Bærum dans le comté d'Akershus.

## Description
La réserve naturelle se compose de deux petites îles de Torvøya et Bjerkholmen et de la zone maritime environnante, à l'ouest de Fornebu dans la municipalité de Bærum. Les îles sont pratiquement intactes et ont une végétation riche en espèces, avec plusieurs espèces inscrites sur la liste rouge. La circulation motorisée est interdite dans la réserve et il est interdit d'enlever des plantes ou des fleurs. 
Torvøya possède depuis plusieurs années la plus grande colonie de goéland cendré de l'Oslofjord intérieur.
La réserve naturelle est reliée à la réserve naturelle de Koksabukta à l'est. Elle inclut la petite reserve naturelle de Langskjær